# Синегрудая альциона
Синегру́дая альцио́на (лат. Halcyon malimbica) — вид птиц семейства зимородковых. Выделяют четыре подвида.

## Описание
Синегрудая альциона достигает длины примерно в 25 см. Голова, спина, крылья и хвост окрашены в синий цвет. Нижняя сторона белая с синей лентой на груди. Плечи чёрные. Два пальца на ногах частично срослись. Верхняя сторона клюва красная, нижняя сторона чёрная, загнута наверх. Самец и самка внешне похожи. У птенцов цвета несколько спокойнее, чем у взрослых птиц.
Призывный крик состоит из ряда нисходящих и становящихся тише 7—10 жалобных звуков.

## Распространение
Синегрудая альциона широко распространена в тропической Западной Африке и Центральной Африке. Она обитает в лесах, которые граничат с открытыми ландшафтами, а также во вторичных лесах и мангровых болотах.

## Питание
Насекомые, членистоногие, рыбы и лягушки принадлежат к типичному питанию синегрудой альционы. Однако, при случае она питается плодами масличной пальмы.

## Размножение
Синегрудая альциона устраивает гнёзда чаще в термитниках. Кладка состоит обычно из 2 яиц.

## Подвиды
Выделяют четыре подвида:
- Halcyon malimbica torquata Swainson, 1837
- Halcyon malimbica forbesi Sharpe, 1892
- Halcyon malimbica dryas Hartlaub, 1854
- Halcyon malimbica malimbica (Shaw, 1812)